# Sigma Aquilae

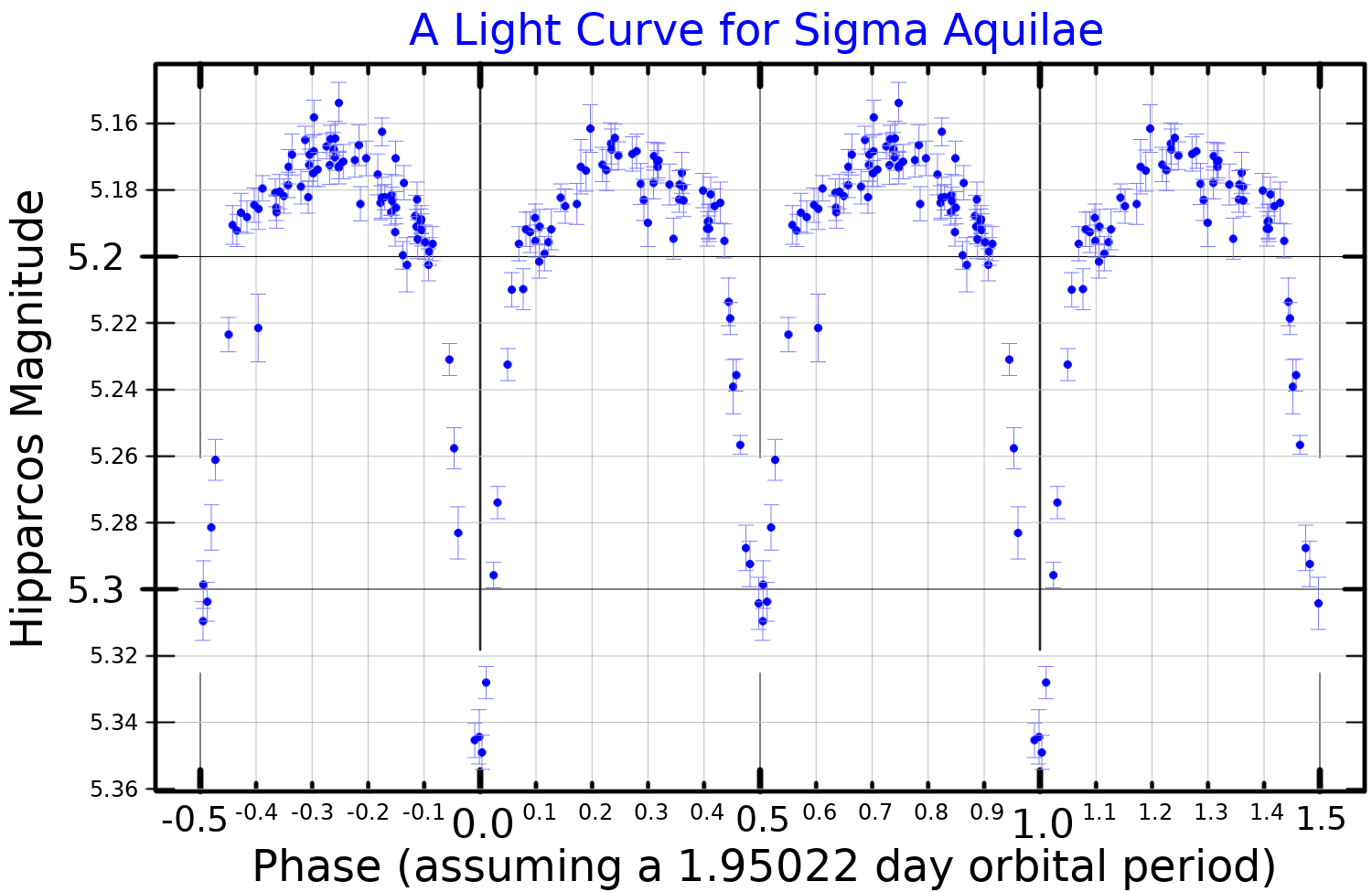
Curva de luz de Sigma Aquilae

Sigma Aquilae (σ Aql / 44 Aquilae / HD 185507) es un sistema estelar en la constelación del Águila. De magnitud aparente +5,18, se encuentra a aproximadamente 680 años luz del sistema solar.
Sigma Aquilae es una estrella binaria cercana cuyas componentes son dos estrellas blanco-azuladas de tipo espectral B3V. Son estrellas calientes con una temperatura superficial estimada de 18 500 K, y una luminosidad —tenida en cuenta la radiación emitida en el ultravioleta— de 1540 y 1400 soles, lo que supone que Sigma Aquilae A es un 10 % más luminosa que Sigma Aquilae B. La masa de cada una de ellas es unas 6 veces mayor que la masa solar.
De especial interés es la mínima separación entre ambas estrellas, 0,07 UA —o lo que es lo mismo, 15 radios solares—, en una órbita circular. Además, su inclinación respecto a nosotros hace que sea una binaria eclipsante; cada 1,95 días una de las estrellas eclipsa a la otra. El período de rotación está sincronizado con el período orbital, es decir, cada una de las estrellas presenta siempre la misma cara a la otra (rotación síncrona). Las fuerzas de marea y su rápida rotación (completan un giro en 2,3 y 1,9 días) hace que las estrellas no sean esféricas sino achatadas, lo que produce cambios en su brillo a medida que cambia su forma desde nuestra perspectiva, con independencia de los eclipses. Sin embargo, no están tan próximas como para que sus superficies se extiendan más allá de los lóbulos de Roche, y por tanto no hay transferencia de masa entre ellas.